# Richard Götz
Richard Götz (auch Richard Goetz, * 21. März 1874; † 10. Dezember 1954 in New York) war ein deutscher Kunstsammler und Maler, der eine bekannte Gestalt der Pariser Kunstszene zu Beginn des 20. Jahrhunderts war.

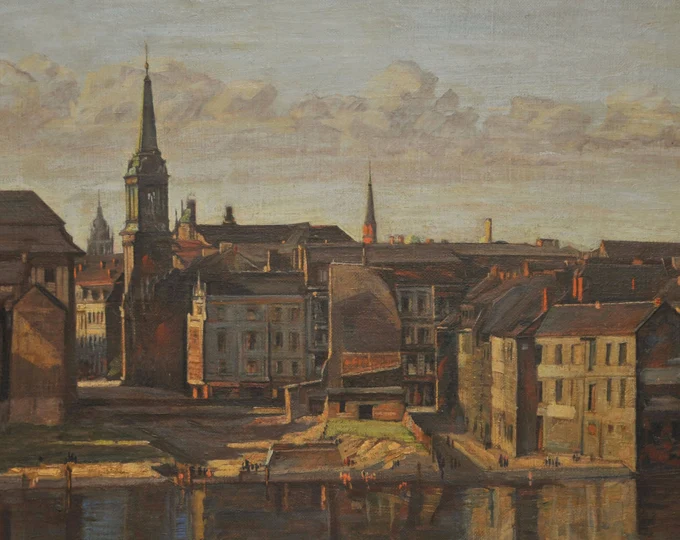
Stadt am Rhein (1922)

## Leben
Götz, der aus Ulm stammte, studierte in Düsseldorf, Frankfurt und München, bevor er um 1900 nach Paris zog. Dort gehörte er zu einem Kreis von Malern, Literaten und Intellektuellen des Montparnasse-Viertels und des Café du Dôme, darunter Walter Bondy, Wilhelm Uhde, Friedrich Ahlers-Hestermann, Hans Hofmann, Franz Nölken, Walter Alfred Rosam, Julius Meier-Graefe, Rudolf Levy, Hans Purrmann und Albert Weisgerber, befreundet war er auch mit Pablo Picasso, Georges Braque, André Derain, Lyonel Feininger, Paul Cassirer und Heinrich Thannhauser.
Franz Mehring erwähnt Götz, der seit vielen Jahren in einer Atelierwohnung im Dachgeschoss des Café du Dome lebte, in seinen Erinnerungen. The New Yorker beschrieb Götz 1955 als „the perspicacious art patron […] in his Paris apartment over the Cafe du Dome, where he became one of the early legendary figures of Montparnasse.“

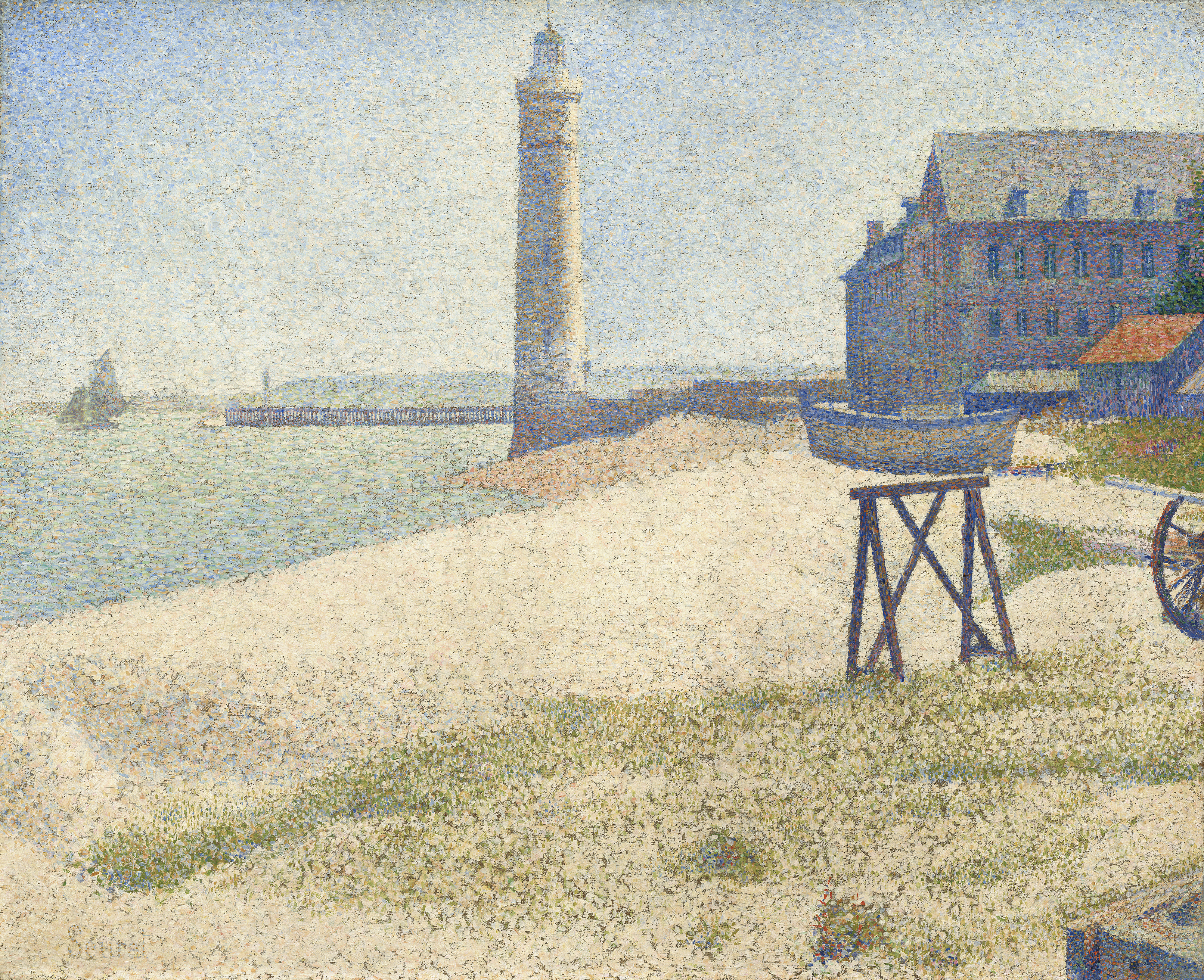
George Seurat: Leuchtturm bei Honfleur (1886). Goetz besaß das Gemälde von 1913 bis 1922.

Götz, der in den 1920er-Jahren das Malen aufgab, war in Paris hauptsächlich als Kunstsammler und -händler bekannt; in seiner Sammlung befanden sich Werke von Théodore Géricault (Alfred Dedreux als Kind, 1818/20), Eugène Delacroix, Gustave Courbet, Jean-François Millet, Pierre-Auguste Renoir, Georges Seurat (Can-Can (Le Chahut), 1889/90), Camille Pissarro und André Derain.
Für Ausstellungen in Deutschland stellte er Alfred Flechtheim Leihgaben aus seiner Sammlung zur Verfügung. Richard Goetz war Miteigentümer von Georges Seurats berühmten Gemälde Le Cirque. Beim Einmarsch der deutschen Wehrmacht floh Goetz aus Paris und emigrierte in die Vereinigten Staaten.

## Werke (Auswahl)
- Seinebrücke in Paris
- Landschaft (Kopie nach Pissarro)